# 汪可進
汪可進（1536年—1605年），字惟正，號練溪，南直隸徽州府休寧縣石田人，明朝政治人物，進士出身。

## 生平
四十一歲中萬曆四年（1576年）丙子科應天鄉試第二十二名舉人，十七年（1589年）己丑科進士，礼部觀政，二十一年（1593年）授石首縣知縣。河決賑饑，全活萬計。榷使煽虐，引法折之。播州賊叛，先事為備，邑賴以安。未幾，河復決，汪可進已升南京戶部主事，為留塞河決乃去。及任庾政，禁預借，清改折，羨金悉歸公帑，卒于官，年七十。先是母患眼病，百方扶掖，中夜聞欷吁声，必披衣就省。兄弟析產故業，盡推予仲季，所得脩脯，三分之。

## 著作
所著有《四書宗旨》、《書經主意》、《公餘草就》、《上計隨筆》、《善惡報應錄》、《淑艾齋尺牘》等書。

## 家族
曾祖汪積新。祖父汪濂。父平山公汪燿，母韓安人。